# SpaceX
Space Exploration Technologies Corporation (també coneguda com a SpaceX) és una empresa nord-americana de transport aeroespacial fundada el 2002 per Elon Musk amb part dels beneficis obtinguts per la venda de PayPal, de la que en va ser cofundador.
Ha desenvolupat els coets Falcon 1, Falcon 9 i Falcon Heavy, construïts amb l'objectiu de ser vehicles de llançament espacial reutilitzables. SpaceX també ha desenvolupat la nau espacial Dragon 2 que permet el transport d'astronautes a l'Estació Espacial Internacional. El 30 de maig de 2020 va ser la primera nau tripulada construïda per la iniciativa privada a ser enviada a l'espai.
Originalment amb base a El Segundo, Califòrnia, SpaceX ara opera als afores de Hawthorne, Califòrnia. SpaceX dissenya, prova i fabrica la major part dels components dels seus vehicles espacials, incloent-hi els motors de coet Merlin, Kestrel i Draco.

## Història

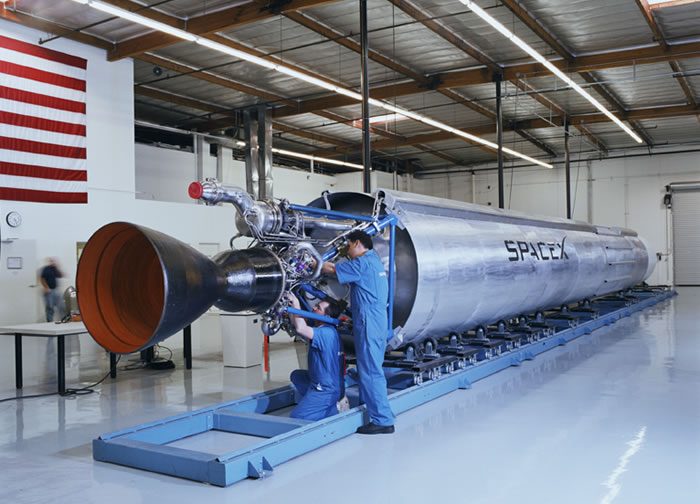
Prototip de Falcon 1.

SpaceX va ser fundada el juny de 2002 per Elon Musk, qui cap març de 2006 ja havia invertit 120 milions de US$ del seu patrimoni personal en el projecte. El 4 d'agost de 2008, SpaceX va acceptar una inversió de 20 milions de dòlars EUA per part de Founders Fund.
El 18 d'agost de 2006, la NASA va anunciar que SpaceX havia guanyat un contracte dels Serveis Comercials de Transport Orbital de la NASA per demostrar el lliurament de càrrega a l'Estació Espacial Internacional amb l'opció possible de transport de tripulants.
El 23 de desembre de 2008 SpaceX va anunciar que havia guanyat un contracte dels Serveis Comercials de Subministraments, amb una durada d'almenys 12 missions per 1.600 milions de dòlars per transportar subministraments i càrrega a l'Estació Espacial Internacional, després que els  transbordadors espacials siguin retirats.
El juny de 2010, se li va adjudicar a SpaceX el contracte relacionat amb llançaments espacials comercials més gran de la història (492 milions de dòlars), que consisteix en el llançament de satèl·lits Iridium utilitzant coets Falcon 9.
El setembre de 2014 la NASA va signar un contracte amb SpaceX per adquirir fins a sis vols tripulats a l'Estació Espacial Internacional sota el programa Commercial Crew Development.
La nau SpaceX Dragon 2 fou llançada en 30 de maig de 2020 sobre un Falcon 9 des del Centre espacial John F. Kennedy amb els tripulants Robert Behnken i Douglas Hurley, convertint-se en la primera nau tripulada en ser enviada a l'espai des dels Estats Units des de la cancel·lació del programa Transbordador espacial i el llançament de l'Atlantis en 2011, i sent la primera nau que ho va fer construïda per la iniciativa privada.

## Vehicles

### Falcon 1

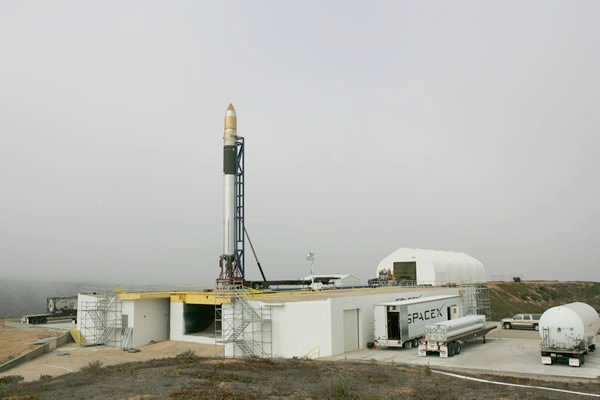
El primer Falcon 1 a la base de la força aèria de Vandenberg.

El Falcon 1 és un petit sistema de llançament espacial parcialment reutilitzable capaç de col·locar satèl·lits petits en òrbita baixa. També serveix com a base de proves per desenvolupar conceptes i components del Falcon 9, sobretot tenint en compte que el motor de la primera etapa és el mateix, només que en una sola unitat per al Falcon 1 i en un grup de 9 al Falcon 9. El Falcon 1 va tenir èxit per primera vegada col·locant la seva càrrega de demostració en òrbita en el seu quart intent, convertint-se en el primer coet desenvolupat amb recursos privats de combustible líquid que arriba l'òrbita. Va ser llançat el 28 de setembre de 2008. Fou anomenat Falcon en homenatge al Falcó Mil·lenari de La guerra de les galàxies.

### Falcon 9
El 8 de setembre de 2005, SpaceX va anunciar el desenvolupament del seu coet Falcon 9, el qual és compost per nou motors Merlin en la seva primer etapa i un en la segona etapa. Ambdues etapes seran dissenyades per ser reutilitzables. El disseny és un vehicle pensat per competir en el segment dels vehicles classe EELV, com el Coet Delta IV i el Coet Atlas V.

### Falcon Heavy
Es un sistema de llançament modular, en el qual s'utilitza un impulsor central similar a un Falcon 9 més dos impulsors addicionals en els laterals basats també en el mateix Falcon 9, donant com a resultat un coet de majors prestacions, amb 27 motors Merlin 1D empenyent al mateix temps en el moment de l'enlairament. El concepte es similar al emprat per EELV Delta IV Heavy, el proposat pel Atlas V HLV i el del llançador rus Angarà A5V.
El concepte del Falcon Heavy existeix d'abans que el primer Falcon 1 fos llançat. Les seves prestacions inicialment previstes han anat evolucionant conjuntament amb el vehicle Falcon 9 en el que està basat. El concepte inicial planejava una capacitat de càrrega de 25 tones fins a l'òrbita baixa de la Terra. En la revisió de 2017 la capacitat es va anunciar augmentada fins a les 63 tones, categoritzant-lo com a superpesant.
Al 6 de febrer de 2018 es va realitzar el primer llançament amb èxit del Falcon Heavy.

### Vol espacial orbital tripulat: SpaceXDragon

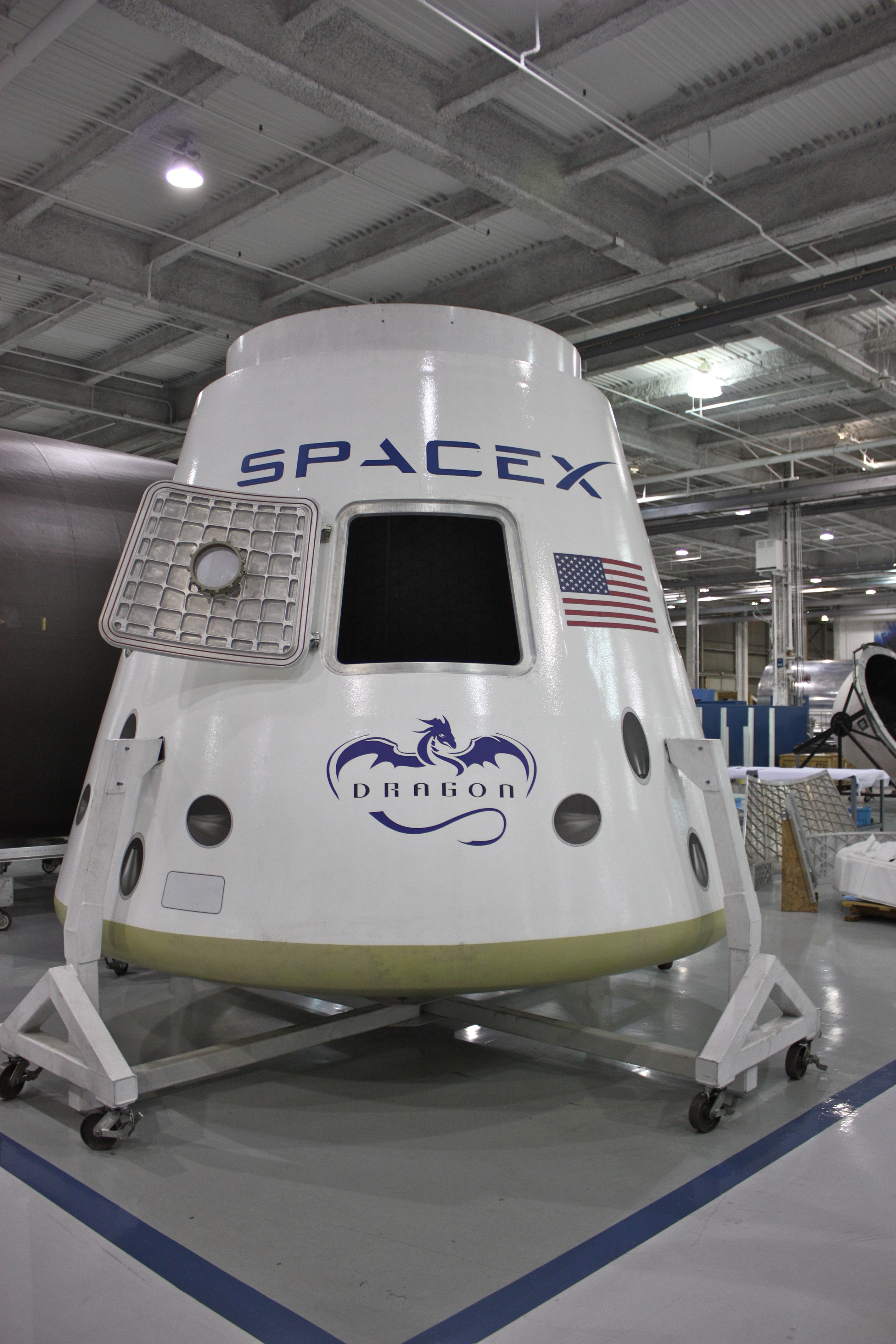
Càpsula en configuracions per a transport de càrregues i tripulació.

SpaceX va anunciar els seus plans de desenvolupar programes comercials de vols tripulats per al final de la dècada per a la NASA. El 18 d'agost de 2006, la NASA va anunciar que la companyia SpaceX havia quedat seleccionada com una de les dues empreses que proveirien demostracions de reposició de personal i càrregues a l'Estació Espacial Internacional. Per això SpaceX té plans d'utilitzar la seva càpsula SpaceX Dragon, una càpsula convencional de reentrada balística que és capaç de portar 7 persones com a màxim o una combinació de personal i càrregues des d'una òrbita terrestre baixa.
A la punta del con de la càpsula s'allotja un mecanisme estàndard d'acoblament que permet que la càpsula es pugui acoblar en un port de la ISS. SpaceX pot arribar a rebre fins a 278 milions de dòlars en contractes si compleix amb totes les fases previstes del programa.
Amb el llançament en 30 de maig de 2020 des del Centre espacial John F. Kennedy amb els tripulants Robert Behnken i Douglas Hurley, es convertí en la primera nau tripulada en ser enviada a l'espai des dels Estats Units des de la cancel·lació del programa Transbordador espacial i el llançament de l'Atlantis en 2011, i la primera nau construïda per la iniciativa privada. El 17 de novembre de 2020 un Falcon 9 amb quatre tripulants que s'havia enlairat el dia anterior es va acoblar a la Estació Espacial Internacional en la seva primera missió després del primer acoblament de prova el mes de maig.

## Interplanetary Transport System
L'Interplanetary Transport System (ITS, lit. en català: Sistema de Transport Interplanetari), anteriorment conegut com la Mars Colonial Transporter (MCT), és un projecte en desenvolupament d'inversió privada de SpaceX per dissenyar i construir un sistema amb la tecnologia necessària per facilitar els vols espacials i situar assentaments humans a Mart—incloent-hi vehicles de llançament i naus espacials reutilitzables; infraestructura terrestre per a un ràpid llançament i reutilització posterior continuada; tecnologia de transferència de propel·lent en ingravidesa en òrbita terrestre baixa; i la tecnologia extraterrestre per habilitar la colonització humana de Mart. La tecnologia també contempla que pugui donar suport eventualment a missions d'exploració a altres destinacions del sistema solar incloent-hi les llunes de Júpiter i Saturn.